# 日刊オフセット
株式会社日刊オフセット（にっかんオフセット）は、過去に存在した日刊スポーツ新聞西日本の関連印刷会社である。

## 概要
- 1964年11月、それまで神港新聞（後に廃刊）および朝日新聞大阪本社[1]が請け負っていた日刊スポーツの関西版（初期は「オール・スポーツ」）の印刷・紙面内容強化を図るために、大阪市に「大阪日刊印刷株式会社」を設立。また、1968年には朝日新聞グループの印刷会社「株式会社大阪オフセット印刷」が設立され、それぞれ別個に朝日新聞・日刊スポーツなど、朝日新聞グループの新聞・雑誌の印刷業務を行っていた。
- 1986年にこの2社が合併し、大阪日刊印刷を存続会社とした「株式会社日刊オフセット」が誕生。1988年からは輪転機をこれまでの凸版型からオフセット型に転換し、更に活字を鉛からコンピュータに変更するなどして、紙面の増頁やカラー化を推進。1991年には「株式会社データプロセスセンター」を吸収。
- 2002年から朝日新聞大阪本社のある中之島に支社を設置し、朝日新聞の発送・操紙業務を展開するなど朝日新聞社との連携を強化する。中之島支社は2007年に、大阪日刊スポーツ新聞社（現・日刊スポーツ新聞西日本本部）の社屋を豊中市から移転するに当たり、発展解消（事実上、当時の「朝日大阪プリンテック」に業務を一任）した。同年4月に日刊スポーツ関連会社の「日刊新聞発送株式会社」と合併した。
- 2011年4月、東京都にある朝日新聞社の印刷関連会社である朝日プリンテックに統合され、法人格は消滅した。

## 法人廃止前の所在地
- 本社　大阪府豊中市（旧大阪日刊スポーツ新聞社本社社屋内）
- 印刷工場　大阪府豊中市（本社内）、兵庫県西宮市（朝日新聞阪神工場）

## 朝日プリンテックへの合併後
- 当面、日刊オフセットの傘下2工場はそのまま朝日プリンテック所属の工場として継続されるが、2012年9月に朝日新聞社、日刊スポーツ新聞社と凸版印刷が合弁で設立する新会社が運営する福島区海老江の新印刷工場が稼動を開始する予定であり、その合理化の一環として中之島（合併前から朝日プリンテック所属工場）と豊中の工場は2013年までを目処に順次閉鎖する。